# 格鲁吉亚签证政策
前往格鲁吉亚的旅客必须在格鲁吉亚驻外机构获得签证，除非他们持有免签国的护照。旅客必须持有护照（若为土耳其和欧盟公民则持身份证）在有效期内停留，而格鲁吉亚公民可以持有效护照或身份证入境。

## 签证政策地图

格鲁吉亚签证政策
格鲁吉亚
免簽證（3年）
免签证（1年）
免签证（90天）
免签证（45天）
免签证（30天）
电子签证（90天）
电子签证（30天）
需要签证
拒绝入境

## 签证政策
格鲁吉亚颁布了关于外国人和无国籍者的法律，此法于2014年9月1日起生效；又于2015年6月9日修订，规定外国人在格最长逗留期限为一年。 法律没有列出免签证进入格鲁吉亚的国家名单，而由格鲁吉亚政府公布。 免签国名单于2015年6月9日修订，被移除免签待遇的国家有玻利维亚、古巴、多米尼加、危地马拉、伊拉克、巴拉圭、秘鲁、圣基茨和尼维斯、圣卢西亚、苏里南及特立尼达和多巴哥。
下列国家和地区的公民可免签证入境一年（除非另有注明）：
| - 欧盟成员国护照持有人 1 - 阿尔巴尼亚 - 安道尔 - 安地卡及巴布達 - 阿根廷 - 亞美尼亞 - 巴哈马 - 巴林 - 白俄羅斯 - 巴西 - 加拿大 - 智利（90日） - 哥伦比亚 | - 薩爾瓦多 - 冰島 - 伊朗（45日） - 以色列 - 日本 - 约旦 - 科威特 - 黎巴嫩 - 列支敦斯登 - 马来西亚 - 模里西斯 - 墨西哥 - 摩尔多瓦 - 摩納哥 - 蒙特內哥羅 - 新西兰 - 挪威 - 阿曼 - 巴拿马 | - 俄羅斯 - 圣马力诺 - 沙烏地阿拉伯 - 塞爾維亞 - 塞舌尔 - 新加坡 - 南非 - 瑞士 - 泰國 - 土耳其 1 - 阿联酋 - 乌克兰 - 英国海外领土公民 2 - 美国 - 乌拉圭（90日） - 梵蒂冈 - 中国大陆（30日） - 香港（30日） - 澳門（30日）。 |  |

1 — 入境可使用身份证

2 — 须持有百慕大、英属维尔京群岛、开曼群岛、福克兰群岛（马尔维纳斯群岛）、直布罗陀和特克斯和凯科斯群岛签发的护照
免簽證政策同樣適用於：
- 持有非免签国护照的海外格鲁吉亚人（英语：Georgian disapora）停留时间不超过30天
- 联合国通行证持有者可免签入境1年
- 在格鲁吉亚有难民身份的人
- 埃及、圭亚那、印度尼西亚、伊朗和秘鲁外交或公务护照持有者

格鲁吉亚和巴拉圭关于外交和公务护照持有者免签证互访的协议已于2016年9月签署，目前尚未批准。
持有欧盟/欧洲自由贸易联盟/海湾合作委员会成员国，欧盟成员国海外领土（除安圭拉、蒙特塞拉特、皮特凯恩群岛，圣赫勒拿，阿森松岛和特里斯坦-达库尼亚群岛外)，澳大利亚，加拿大，以色列，日本，新西兰，韩国或美国的签证或居留许可的人可在180天内免签证停留格鲁吉亚最多90天。签证/居留许可必须在抵达格鲁吉亚时有效。
2023年9月11日，时任格鲁吉亚总理伊拉克利·加里巴什维利宣布已决定对中华人民共和国护照持有者实行免签，停留期不超过30天。
香港特区护照和澳门特区护照被认为是中华人民共和国护照的一种。2023年10月31日，格鲁吉亚政府给予香港特区护照持有者免签待遇，停留期不超过30天。2024年6月28日，格鲁吉亚政府给予澳門特区护照持有者免签待遇，停留期不超过30天。
因格鲁吉亚政府赞同中華人民共和國的「一个中国」政策，不承认中华民国护照为有效的國際旅行证件，持中華民國護照無法申请辦格鲁吉亚签证、允許入國與允許过境。
巴勒斯坦国和科索沃护照持有者亦被禁止入境或过境格鲁吉亚。

## 电子签证

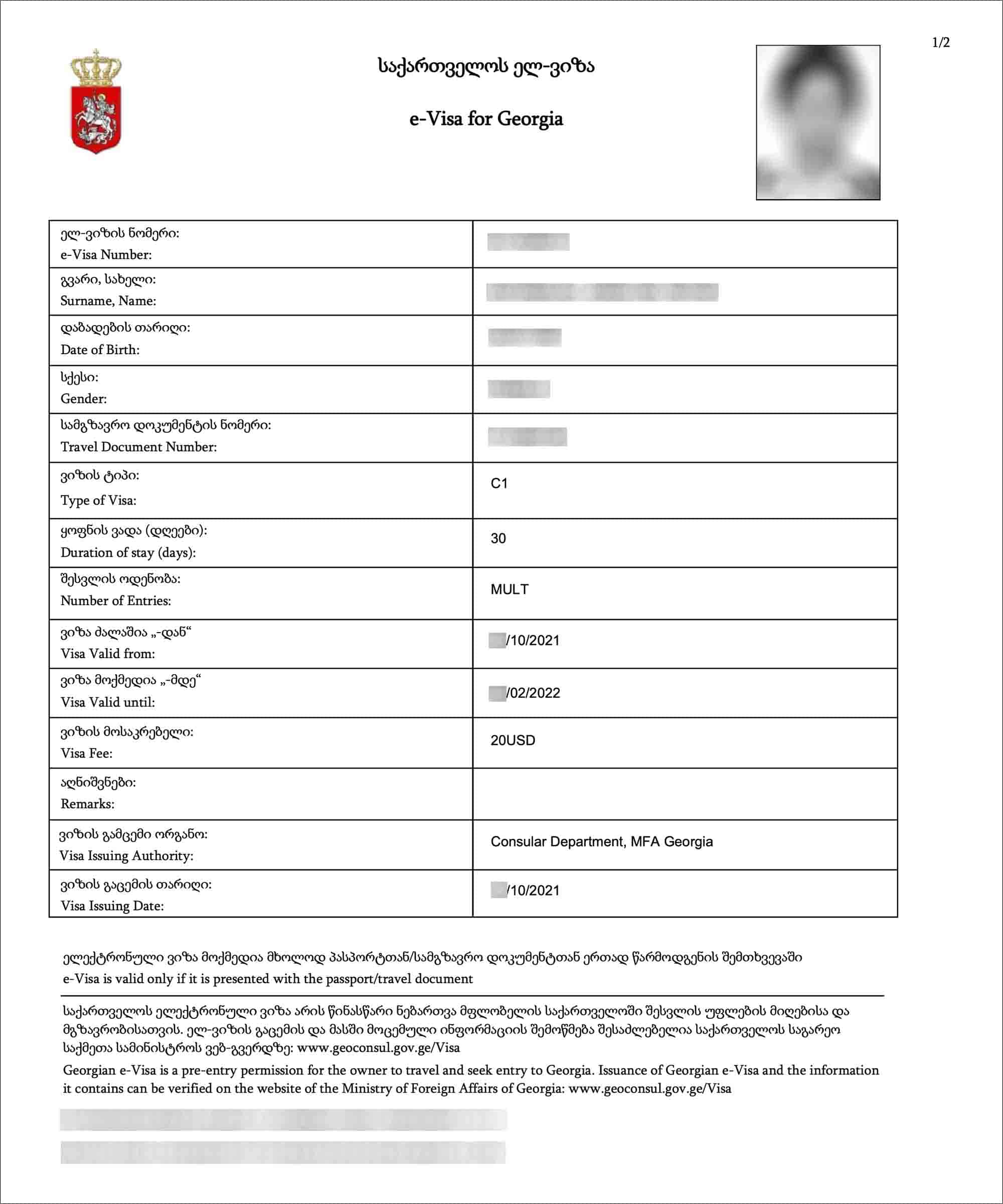
格鲁吉亚电子签证样本

以下66個國家和地區的護照持有人可以在抵達前在網上申請多次入境電子簽證，但需要付費。

### 停留90天（每180天）
| - 玻利维亚 - 古巴 - 多米尼克 - 东帝汶 - 格瑞那達 - 基里巴斯 - 马绍尔群岛 - 密克羅尼西亞聯邦 - 北馬其頓 - 帛琉 | - 巴拉圭 - 秘魯 - 圣基茨和尼维斯 - 圣卢西亚 - 萨摩亚 - 所罗门群岛 - 苏里南 - 千里達及托巴哥 |  |

### 停留30天（每120天）
| - 安哥拉 - 不丹 - 布吉納法索 - 柬埔寨 - 中非 - 埃及 - 赤道几内亚 - 衣索比亞 - 斐济 - 海地 - 印度 | - 印度尼西亞 - 牙买加 - 賴索托 - 马达加斯加 - 马拉维 - 馬爾地夫 - 蒙古国 - 莫桑比克 - 緬甸 - 纳米比亚 - 菲律賓 - 卢旺达 - 聖多美和普林西比 - 多哥 - 越南 - 尚比亞 - 辛巴威 |  |

## 进入阿布哈兹和南奥塞梯
进入被俄罗斯占领的阿布哈兹和南奥塞梯(格鲁吉亚认为其为被占领的领土)，经祖格迪迪和哥里以外的边境口岸进入阿布哈兹和南奥塞梯，是格鲁吉亚法律予以惩罚的行为。

## 访客统计
抵达格鲁吉亚的游客大多来自下列国家（从2014年起计算）：
| 国家         | 2018        | 2017        | 2016        | 2015        | 2014      |
| ------------ | ----------- | ----------- | ----------- | ----------- | --------- |
|              | ▲ 1,807,068 | ▲ 1,695,084 | ▲ 1,523,075 | ▲ 1,393,257 | 1,283,214 |
| 亞美尼亞     | ▲ 1,725,163 | ▲ 1,718,243 | ▲ 1,496,246 | ▲ 1,468,888 | 1,325,635 |
| 俄羅斯       | ▲ 1,705,142 | ▲ 1,392,842 | ▲ 1,037,564 | ▲ 926,144   | 811,621   |
| 土耳其       | ▲ 1,312,129 | ▼ 1,247,082 | ▼ 1,254,089 | ▼ 1,391,721 | 1,442,695 |
| 伊朗         | ▲ 339,462   | ▲ 322,898   | ▲ 147,915   | ▼ 25,273    | 47,929    |
| 乌克兰       | ▲ 204,952   | ▲ 193,127   | ▲ 172,631   | ▼ 141,734   | 143,521   |
| 以色列       | ▲ 173,366   | ▲ 125,320   | ▲ 92,213    | ▲ 59,487    | 42,385    |
| 德国         | ▲ 74,131    |             |             |             |           |
| 印度         | ▲ 73,458    | ▲ 59,738    | ▲ 36,410    | ▲ 12,114    | 4,679     |
| 波蘭         | ▲ 71,668    |             |             |             |           |
|              | ▲ 68,452    | ▲ 56,801    | ▲ 48,809    | ▲ 36,777    | 28,394    |
| 白俄羅斯     | ▲ 68,360    |             |             |             |           |
| 沙烏地阿拉伯 | ▲ 65,560    | ▲ 56,247    | ▲ 21,257    | ▲ 9,850     | 5,485     |
| 总计         | ▲ 8,326,252 | ▲ 7,556,339 | ▲ 6,360,503 | ▲ 5,901,094 | 5,515,559 |